# Pilichówko
Pilichówko – wieś sołecka w Polsce położona w województwie mazowieckim, w powiecie płockim, w gminie Bulkowo.
W latach 1954-1960 wieś była siedzibą gromady Pilichówko, po jej zniesieniu w gromadzie Daniszewo. W latach 1975–1998 miejscowość administracyjnie należała do województwa płockiego.